# Embia pallida
Embia pallida är en insektsart som beskrevs av Ross 1951. Embia pallida ingår i släktet Embia och familjen Embiidae. Inga underarter finns listade i Catalogue of Life.